# قانون دوم ترمودینامیک

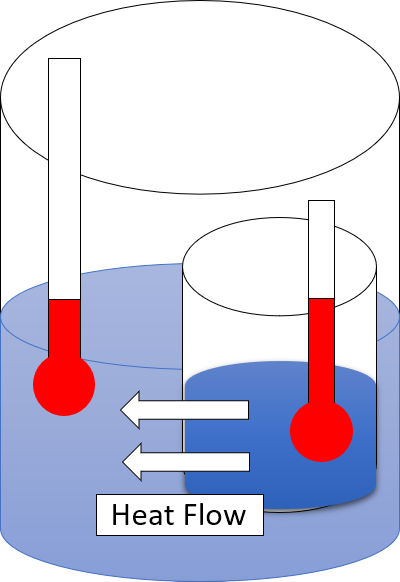
جریان گرما از آب گرم به آب سرد.

قانون دوم ترمودینامیک بیان می‌کند که در یک پروسهٔ طبیعی ترمودینامیکی جمع انتروپی تک‌افتادهٔ (ایزوله) سیستم‌های شرکت‌کننده در آن پروسه، همواره با گذشت زمان افزایش می‌یابد، (تنها اگر در شرایط ایده‌آل حالت دایمی، یا تحت فرایند برگشت‌پذیری قرار داشته‌باشد، ثابت می‌ماند). به بیان دیگر هیچ پروسهٔ ترمودینامیکی وجود ندارد که با گذشت زمان با افزایش انتروپی همراه نباشد. این افزایش آنتروپی برابر است با افزایش اتلاف انرژی، (و سازگار با فرایند برگشت‌ناپذیر و اصل نابرابری گذشته و آینده).
از دیدگاه تاریخی، قانون دوم یافته‌هایی تجربی بود که به عنوان یک اصل بدیهی نظریهٔ ترمودینامیکی پذیرفته شده‌بود. ترمودینامیک آماری، کلاسیک یا کوانتومی آن، منشأ میکروسکوپی این قانون را توضیح می‌دهد.
قانون دوم ترمودینامیک‌ از راه‌های بسیاری بیان گردیده است. امتیاز نخستین فرمول‌بندی آن به دانشمند فرانسوی سعدی کارنو در سال ۱۸۲۴ می‌رسد، او نشان داد که: حد بالایی برای بازده (بهره‌وری) تبدیل حرارت به کار در یک موتور گرمایی وجود دارد.
قانون اول ترمودینامیک تنها بیانی از تئوری کار و انرژی یا قانون بقای انرژی است. یک آونگ ایده‌آل برای همیشه به نوسان ادامه می‌دهد. فیلمی از یک آونگ که به جلو و عقب نوسان می‌کند اگر برعکس نشان‌داده‌شود، نوسان آن از حالت عادی تشخیص داده نخواهد شد. اما برداری (نشانگری) برای زمان وجود دارد. دامنهٔ نوسان در یک آونگ عادی به تدریج کوچکتر می‌شود. اگر توپی از ارتفاع خاصی رها شود، در هر بار برخورد توپ با زمین، کمتر از بار پیشین بالا خواهد آمد. فیلمی از این توپ در دنیای واقعی، هنگام پخش برعکس، متفاوت دیده خواهدشد.
قطعات یخ در داخل فنجان چای ذوب می‌شوند در حالی که چای سردتر می‌شود و این مشاهده هیچ تناقضی با قانون اول ترمودینامیک نخواهد داشت. اگر دیده شود که در داخل یک فنجان چای قطعات یخ تشکیل شده و چای گرمتر شود، این نیز با قانون بقای انرژی سازگار است اما «ما هیچگاه چنین چیزی را نمی‌بینیم». این قانون دوم ترمودینامیک است که توضیح می‌دهد که چرا چنین چیزی اتفاق نمی‌افتد.

## بیانکلوین-پلانک
ساخت یک موتور گرمایی سیکلی (چرخه‌ای) که جز جذب گرما از منبع و انجام کار مساوی با گرمای جذب شده تأثیر دیگری بر محیط نداشته باشد، غیرممکن است.
یا می‌توان گفت که: ساخت ماشین گرمایی با بازدهی ۱۰۰ درصد غیرممکن است.
به بیان ساده‌تر امکان ندارد یک ماشین گرمایی تمام انرژی را که طی یک چرخه از منبع گرم به دست می‌آورد به کار تبدیل کند؛ بلکه مقداری از این انرژی به منبع سرد داده می‌شود.

## بیانکلازیوس
ساخت یک موتور سیکلی که تأثیری جز انتقال مداوم گرما از دمای سرد به دمای گرم نداشته باشد، غیرممکن است.
به بیان ساده‌تر امکان ندارد که بتوان یک یخچال ساخت که انرژی را از منبع سرد دریافت کند به منبع گرم انتقال دهد؛ بدون اینکه کاری از یک منبع دریافت کند.
مانند یخچال که تا کاری دریافت نکند (همان کاری که موتور یخچال به آن می‌دهد) یا به عبارت دیگر تا انرژی الکتریکی مصرف نکند آب را به یخ تبدیل نمی‌کند. (انتقال گرما به منبع گرم در یخچال آشپزخانه را با قرار دادن دست پشت یخچال به صورت باد گرمی احساس می‌کنیم).
یا اگر ما بخواهیم آب را از روی سطح زمین به ارتفاع ۱۰ متری زمین ببریم احتیاج به موتور و انجام کار است. پس تا زمانی که کاری صورت نگیرد نمی‌توان گرما را از منبع سرد گرفته و آن را به منبع گرم بدهیم.

## ارتباط این دو بیان
این دو بیان قانون دوم ترمودینامیک معادل (هم‌ارز) هستند. اگر بتوان یکی از آن‌ها را نقض کرد، دیگری نیز نقض می‌شود.